# أركاديوس غلوفاكي
أركاديوس غلوفاكي (بالبولندية: Arkadiusz Głowacki)‏ (مواليد 13 مارس 1979) هو لاعب كرة قدم. يلعب مع منتخب بولندا لكرة القدم. سبق له أن لعب في كأس العالم لكرة القدم مع منتخب بلاده.

## مسيرته الكروية
لعب أركاديوس غلوفاكي خلال مسيرته الاحترافية مع 3 أندية في ثلاثة وعشرون موسمًا وسجل خلالها 16 هدفًا ضمن 469 مباراة. حيث فاز في موسمين بالكأس وفي ستة مواسم بالدوري.
خاض أركاديوس غلوفاكي مسيرته مع نادي لخ بوزنان في موسم 1996–97 ليلعب معه أربعة مواسم، مشاركًا في 75 مباراة سجل خلالها هدفًا واحدًا. ثم انتقل إلى نادي فيسوا كراكوف في موسم 1999–00 في المرة الأولى ليلعب معه أحد عشر موسمًا ثم في موسم 2012–13 ليلعب معه ستة مواسم، حيث شارك طوالها في 361 مباراة سجل خلالها 13 هدفًا. لينتقل بعدها إلى نادي طرابزون سبور في موسم 2010–11 ولمدة موسمين، مشاركًا في 33 مباراة سجل خلالها هدفين.

## روابط خارجية
- أركاديوس غلوفاكي على موقع اتحاد تركيا (لاعب) (الإنجليزية)
- أركاديوس غلوفاكي على موقع قاعدة بيانات كرة القدم.إي يو (الإنجليزية)
- أركاديوس غلوفاكي على موقع بيانات كرة القدم. دي إي (الألمانية)
- أركاديوس غلوفاكي على موقع ناشيونال فوتبول تيمز (الإنجليزية)
- أركاديوس غلوفاكي على موقع Soccerway.com (الإنجليزية)
- أركاديوس غلوفاكي على موقع عالم كرة القدم.نت (الإنجليزية)